# Formica luteola
Formica luteola är en myrart som beskrevs av Presl 1822. Formica luteola ingår i släktet Formica och familjen myror. Inga underarter finns listade i Catalogue of Life.